# Puccinia acetosae
Puccinia acetosae är en svampart som beskrevs av Barclay. Puccinia acetosae ingår i släktet Puccinia, och familjen Pucciniaceae. Arten är reproducerande i Sverige. Inga underarter finns listade i Catalogue of Life.